# Ghiacciaio Osicki
Il ghiacciaio Osicki è un ghiacciaio stretto e infossato situato appena a sud del Monte Deakin, nel Commonwealth Range. Fluisce in direzione ovest e va a confluire nel ghiacciaio Beardmore. Il Commonwealth Range è una catena montuosa che fa parte dei Monti della Regina Maud, in Antartide. 
La denominazione del ghiacciaio fu assegnata dall'Advisory Committee on Antarctic Names (US-ACAN) in onore Kenneth J. Osicki, biologo dell'United States Antarctic Research Program (USARP) presso la Stazione McMurdo nel 1963.